# Zurrapa de lomo

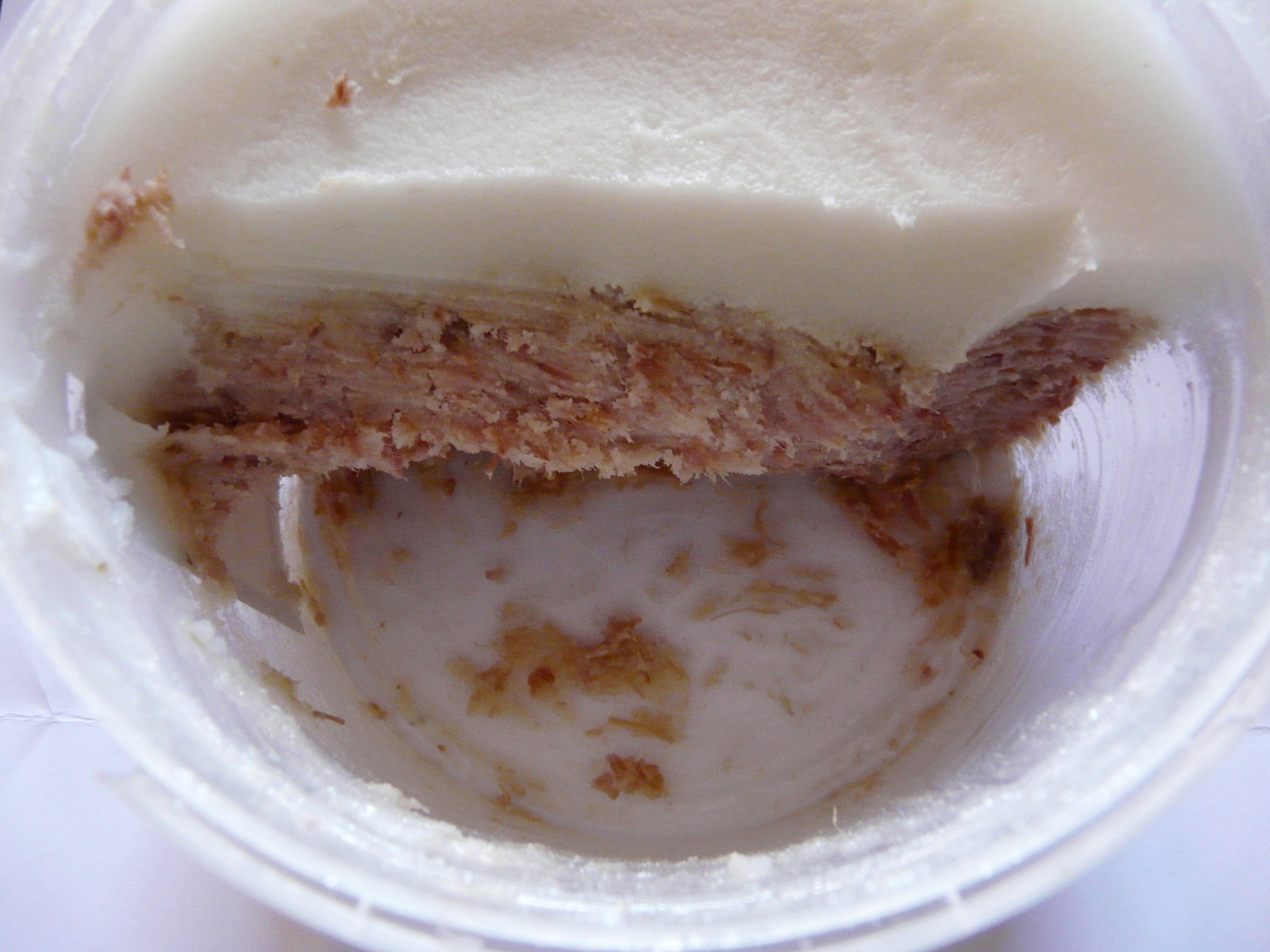
Zurrapa de lomo cubierta con manteca de cerdo.

La zurrapa de lomo es plato de charcutería de lomo de cerdo frito en manteca de cerdo y sal que se va deshilachando y al que, opcionalmente y dependiendo de cada cocinero, se le van añadiendo determinadas especias como ajo, orégano, pimentón, etc. También puede incluir algo de vinagre. Tiene cierto parecido con las rillettes francesas. En semiconserva se puede encontrar también zurrapa de hígado o zurrapa de sobrasada.

## Características

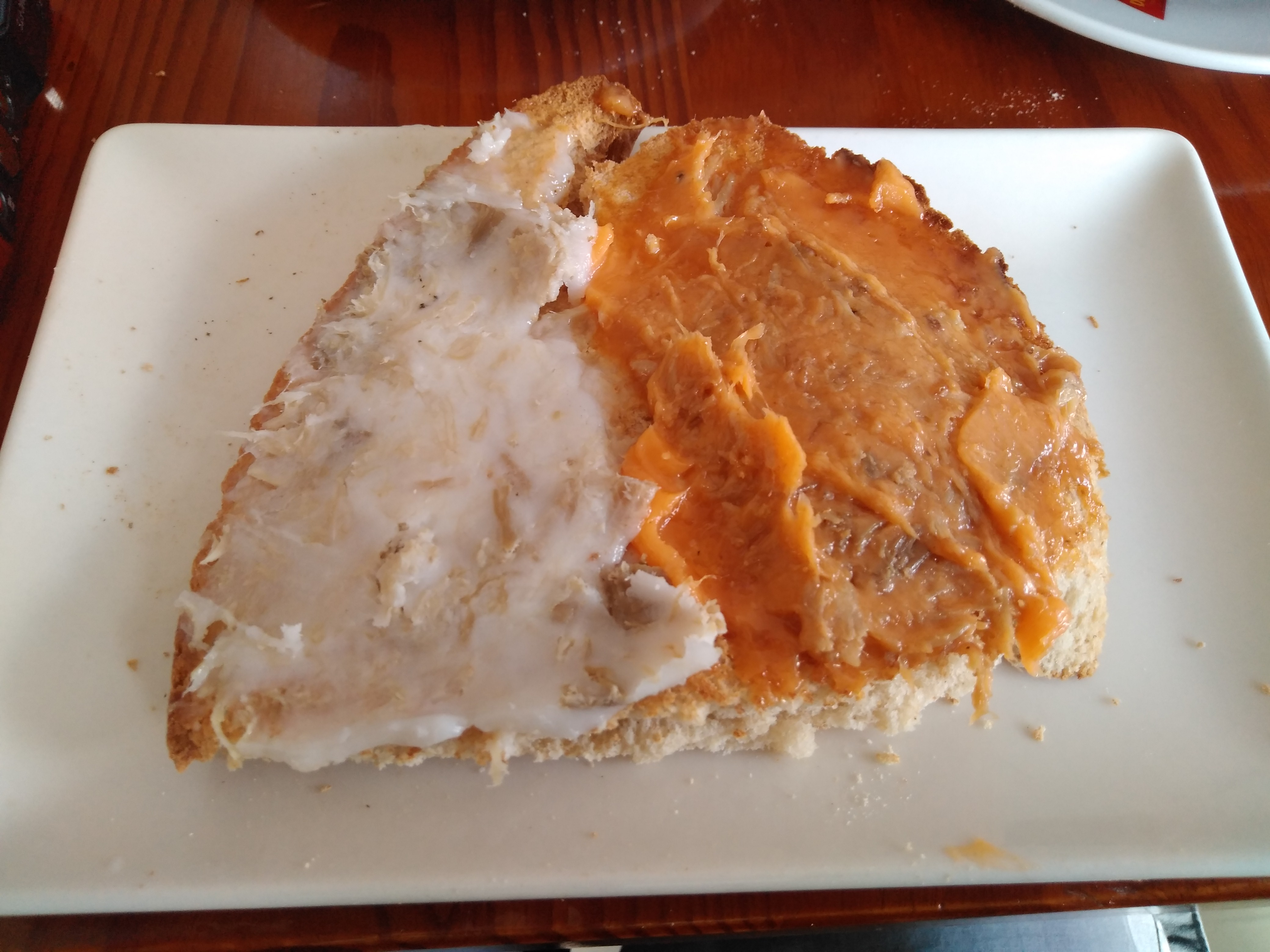
Tostada con zurrapa en dos mantecas

Una vez cocinado tiene una consistencia de pasta para untar, parecido al paté pero más fibroso. Se pone en un envase y se le cubre con manteca de cerdo y de esta forma se presenta en la mesa.

## Lugares
La zurrapa de lomo es típica del sur de Andalucía (España), principalmente en las provincias de Cádiz y Málaga, y puede encontrarse hecha de forma casera o industrial. Se suele comer untada en tostadas (tradicionalmente molletes tostados o rebanada de pan de telera) para desayunar y merendar.